# Alicia Moreau de Justo
Pour les personnes ayant le même patronyme, voir Justo.
Alicia Moreau de Justo, née le 11 octobre 1885 à Londres et morte le 12 mai 1986 à Buenos Aires, est une médecin et femme politique argentine, figure majeure du féminisme et du socialisme dans son pays.
Dès le début du XXe siècle, elle s'engage pour les droits des femmes. Elle se consacre à l'organisation de conférences au sein de la Société Luz puis fonde l'Athénée Populaire avec son père. Elle est secrétaire de rédaction au journal Humanidad Nueva (Humanité Nouvelle), ainsi que directrice de Nuestra causa. En 1914, elle devient médecin et quelques années plus tard, elle adhère au Parti socialiste. En 1932, elle élabore un projet de loi qui établit le suffrage féminin et qui reste sans suite jusqu'en 1947. Pendant la guerre civile, Alicia Moreau de Justo soutient la Seconde République espagnole et établit une critique assidue du péronisme, qu'elle juge antidémocratique. En 1958, elle intègre le Parti socialiste argentin et dirige le journal La Vanguardia jusqu'en 1960. Elle reste liée à la vie politique jusqu'à sa mort en 1986, à l'âge de 100 ans, en participant activement à des luttes comme celle contre la dictature militaire à travers l'Assemblée permanente pour les droits de l'homme, comme celle pour les droits des femmes et comme celles de son parti.

## Biographie

### Enfance et adolescence
Benjamine d'une fratrie de trois enfants, Alicia Moreau est née à Londres, le 11 octobre 1885. Son père Armand Moreau, qu'elle définissait comme un « libre penseur », fut un révolutionnaire français qui participa à la Commune de Paris en 1871. Après cette participation et la sanglante répression consécutive à l'événement, il résida en Belgique puis en Grande-Bretagne.
En 1890, Alicia et sa mère María Denanpont migrèrent en Argentine pour vivre à Sansinena, qui promettait d'être la capitale nationale du pays[pas clair] ; cependant, ça ne resta qu'un espoir. Moreau déclara plus tard : « quand je suis arrivée au pays, je ne marchais pas encore ; comme je le dis toujours, j'ai beaucoup aimé apprendre à marcher sur cette terre dont je ne me suis jamais séparée ». Une fois la famille installée à Buenos Aires, le père d'Alicia, d'idéologie anarchiste et socialiste, ouvrit une librairie en 1896 et intégra les groupes socialistes qui commencèrent à émerger, dans le but d'organiser le mouvement ouvrier argentin. Sa fille l'accompagna régulièrement à ces réunions et activités. De son côté, Armand s'employait assidûment à distribuer des livres aux patients de l'hôpital français.
Alicia fit ses études secondaires à l'École Normale no 1, face à l'édifice des Œuvres Sanitaires, où elle rencontra le radical Hipólito Yrigoyen qui y enseigna la morale et l'éducation civique. Moreau se souvint plus tard de leur étroite relation et des livres de droit qu'il avait l'habitude de lui prêter. En 1900, Moreau mit sévèrement en question la participation d'Yrigoyen aux soulèvements militaires impulsés par l'Union civique radicale. Yrigoyen quant à lui, devint le premier président argentin à être élu par vote à bulletin secret, universel et obligatoire, en 1916.

### Jeunesse, féminisme et socialisme
En 1902, elle prit contact avec les sœurs Chertkoff, fondatrices du Centre Socialiste Féminin, où les savoirs philosophiques et sociologiques de l'époque étaient diffusés. Elle les accompagna dans l'organisation de l'Association pour l'Éducation Laïque à Morón en 1903, puis dans l'ouverture de bibliothèques populaires et de crèches.
En 1906, alors qu'elle a 21 ans, elle fonda le Mouvement Féministe. Pendant le Congrès International de la Libre Pensée à Buenos Aires, où elle exposa un rapport intitulé Éducation et Révolution, la républicaine Belén de Sárraga lui suggéra que les Argentines devraient s'organiser pour leurs droits politiques. C'est aussi là qu'elle rencontra les meneurs du Parti socialiste José Ingenieros, Enrique del Valle Iberlucea et Ángel Giménez. Elle proposa l'idée de Sárraga dans une des réunions du congrès et plusieurs femmes, dont elle-même et Sara Justo, fondèrent le Centre Féministe d'Argentine et le Comité pour le Suffrage Féminin.
À partir du congrès, le Parti socialiste commença à la solliciter à l'initiative de Giménez pour donner des conférences aux sympathisants des divers centres socialistes, via la Société Luz du quartier de Barracas. L'association établit dans ses statuts la nécessité de « répandre dans le peuple les notions et méthodes de la science, de l'éduquer à l'expression orale, écrite et artistique, ainsi que de perfectionner l'éducation technique ». En 1906, la Maçonnerie Progressiste organisa le Congrès International de la Libre Pensée à Buenos Aires ; Alicia y présenta un travail sur l'éducation qui fut publié dans le premier numéro de la Revue Socialiste Internationale. En tant que professeure, elle y soutint aussi que l'enseignement doit être dispensé via des méthodes fondées sur les connaissances de la science expérimentale.
Puis elle débattit dans des centres ouvriers sur certains thèmes : la tuberculose, l'alcoolisme, la syphilis, l'hygiène sociale et la prévention sanitaire. En 1907, après avoir étudié la psychologie pendant un an, elle s'inscrivit à la faculté de médecine de Buenos Aires, à une époque où la société voyait avec méfiance le fait que des femmes se lancent dans une carrière universitaire. Alicia Moreau appartient aux six premières femmes qui entreprirent officiellement des études de médecine en Argentine. Pendant qu'elle travaillait à l'Hôpital des Cliniques, où elle commença à affirmer son socialisme, elle ouvrit une consultation gynécologique dans la rue Esmeralda à Buenos Aires, où elle recevait gratuitement des femmes modestes et des prostituées.

En outre, elle s'impliqua dans ce qu'on nomme « la grève des locataires » en manifestant contre les loyers élevés qu'imposaient les conventillos (type de logement urbain et collectif souvent occupé par des pauvres, aussi nommé inquilinato) et soutint la « marche des balais », une manifestation de femmes au foyer qui avaient pour objectif de défendre leurs droits dans les quartiers pauvres de la ville.
« J'ai toujours cru que ce pays méritait d'être différent. Qu'un jour nous allions tous nous unir et que le destin changerait. Je me souviens des quartiers ouvriers de cette ville quand nous arrivions avec les drapeaux rouges, les gens se réunissaient et les choses se réalisaient. Quand le Parti socialiste était un bon côté de la vie. Quand nous les femmes, nous sommes rassemblées pour la première fois et avons commencer à lutter pour nous-mêmes... ».

Alicia Moreau de Justo.
Entre 1906 et 1914, en plus d'organiser le premier congrès féminin international et de lancer une campagne pour créer des écoles destinées aux migrants, elle écrivit plusieurs articles sur l'éducation et la politique dans la Revue Socialiste Internationale dirigée par Enrique del Valle Iberlucea. Quelques-uns de ces articles s'intitulent La nouvelle école, La Commune et l'éducation, Ligue internationale pour l'éducation rationnelle des enfants, Internationalisme scolaire et Les universités populaires de Norvège. Elle exposa alors sa thèse sur la « nouvelle école », où elle questionne profondément l'éducation publique argentine en soutenant que les parents, l'Église et l'État même, agissent comme instruments d'endoctrinement alors qu'ils ne doivent pas imposer leurs convictions aux enfants.

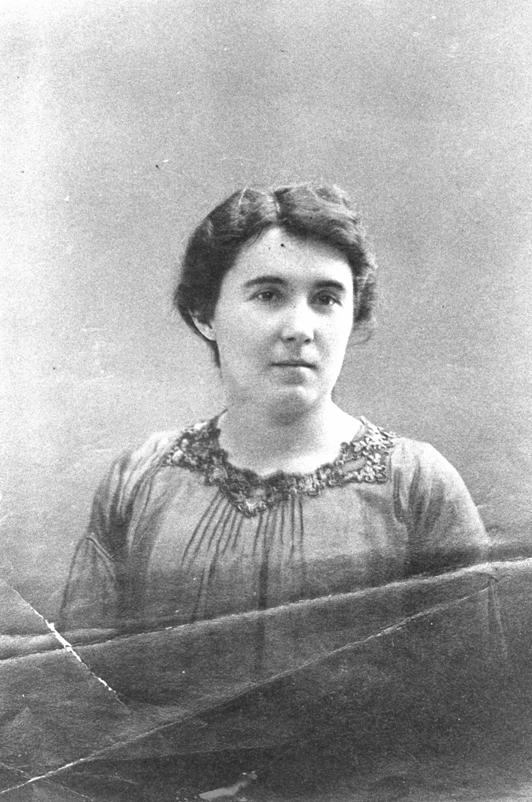
Alicia Moreau en 1910.

### L'Athénée Populaire et la revueHumanidad Nueva
En 1910, conjointement à son père, à Berta W. de Gerchunoff et à d'autres, elle prit part à la fondation de l'Athénée Populaire, afin de promouvoir l'expansion de l'éducation secondaire et universitaire. Elle participa à la Revue Socialiste Internationale qui devint Humanidad Nueva (littér. Humanité Nouvelle), en tant que secrétaire de rédaction. Elle y écrivit des articles en faveur des droits des femmes, comme Féminisme et intellectualisme, Congrès Féminin International, Comment se forme le foyer et Le féminisme dans l'évolution sociale, et elle y présenta notamment la philosophie de Rosa Luxembourg, de Clara Zetkin, de Carolina Muzzili et de Maria Montessori. Cette même année, elle fut aussi l'une des organisatrices du Premier Congrès Féminin International,,,.
En 1914, elle obtint son diplôme universitaire d'honneur et valida une thèse intitulée La fonction endocrine des ovaires, devenant ainsi l'une des premières femmes latino-américaines spécialisées dans les maux féminins. Parallèlement, elle publia le livre Évolution et Éducation puis commença à donner des cours comme professeure de physiologie à l'université Nationale de la Plata.
En 1919, la publication d'Humanidad Nueva cessa après dix ans d'activité, mais la revue mensuelle Nuestra causa apparut, fondée par Moreau. Cette parution tenta d'exalter l'action de la femme dans tous les domaines, depuis la culture à l'art, jusqu'aux problèmes sociaux et politiques. D'autre part, les organisations féministes argentines la désignèrent déléguée pour les femmes du pays, au congrès international des ouvrières à Washington DC. Durant ce même voyage, elle participa aussi en tant que déléguée argentine au congrès international des médecins, où se détachèrent particulièrement sa critique de la prostitution et sa défense de la morale unique pour les deux sexes. Ce dernier congrès eut pour conséquence la fondation de l'Association internationale des femmes émdecins, où elle fut élue pour intégrer le comité exécutif.

#### La Première Guerre mondiale
Quand la Première Guerre mondiale fut déclarée en 1914, le gouvernement présenta un projet de loi pour établir l'instruction militaire dans les écoles, collèges et établissements d'enseignement, ce qui la poussa à créer un ample mouvement pacifiste. Au milieu du mois d'août 1915, le projet de loi fut soumis au traitement du congrès. Face à cette situation, l'Athénée populaire et la Société Luz décidèrent de lancer une campagne contre la militarisation scolaire et Moreau fut désignée déléguée au sein des rencontres de cette mobilisation pacifiste. Pendant plusieurs jours, les conférences publiques transformées en grandes rencontres se multiplièrent, et aboutirent à la présentation d'une pétition au Congrès de la nation, manifestant son opposition absolue au projet. Moreau soutint qu'une manifestation pacifiste était possible et l'argumenta ainsi : « je suis absolument convaincue que des transformations révolutionnaires pacifiques sont possibles. Je pense que les grandes révolutions sont celles qui se font au niveau intellectuel. Avoir découvert que la terre n'est pas le centre du monde a signifié une véritable révolution. ».
« La Grande Guerre » affecta de très près les socialistes, qui subirent l'enrôlement d'une grande partie de leurs militants et volontaires, spécialement ceux d'entre eux qui étaient migrants ou enfants de ces derniers. Moreau assista à diverses réunions menées à l'Athénée Populaire, contre les conflits belliqueux, dans le but de susciter la paix. Cependant en 1917, au début de la révolution russe, elle déclara que celle-ci « n'aurait pu advenir sans une guerre. »
Au cours de sa longue lutte pacifiste, elle fonda en 1947 la filiale argentine de l'accord mondial pour la Paix qui regroupait « toutes les femmes du monde qui désirent lutter contre la guerre, dans un esprit de justice et de solidarité humaines. » Elle représenta l'Argentine au Congrès Mondial Féminin à Paris cette même année.

### Union féministe nationale et entrée dans le Parti socialiste
En 1920, elle fut l'une des fondatrices de l'Union féministe nationale (UFN) dans le but d'unifier les différentes organisations féministes qui existaient alors, dont le Centre socialiste féminin, le Groupement socialiste féminin et le Conseil national des femmes. L'action politique de l'UFN s'avéra décisive pour soutenir la promulgation de nombreuses lois importantes reconnaissant des droits aux femmes et protégeant le travail féminin, ainsi que pour la défense des mères célibataires. Cette entité publiait mensuellement la revue Nuestra causa diffusant ses idées, et commença à organiser des mobilisations actives de femmes pendant les élections ainsi qu'à créer des pétitions massives adressées aux législateurs. Cette organisation fut dirigée par Moreau, dont elle fut élue présidente, ainsi que par Julia García Games, Ángela Costa, Elisa Bachofen, Berta de Gerchunoff, Adela García Salaberry, Consuelo G. de García, Clotilde Rossi et Josefina L. de Mantecón. La poétesse Alfonsina Storni, dont les œuvres contiennent une prose féministe, avait pour habitude de participer aux actions de l'organisme. Puis, l'UFN s'allia au Comité pour les Droits des Femmes, présidé par Elvira Rawson de Dellepiane, pour réclamer activement la reconnaissance du droit de vote des femmes et soutenir le Parti féministe national dans la candidature de Julieta Lanteri au poste de députée nationale. La presse conservatrice commença à employer l'expression « dames rouges » pour désigner les femmes qui réclamaient le droit de vote. Entre 1920 et 1921, Moreau réussit à rassembler 7 000 signatures en défense du projet de loi sur l'émancipation civile de la femme, puis passa deux mois aux États-Unis comme déléguée argentine au Congrès International des Ouvrières et Médecins, et réalisa une simulation de vote féminin avec recensement, pour appuyer l'établissement du suffrage.

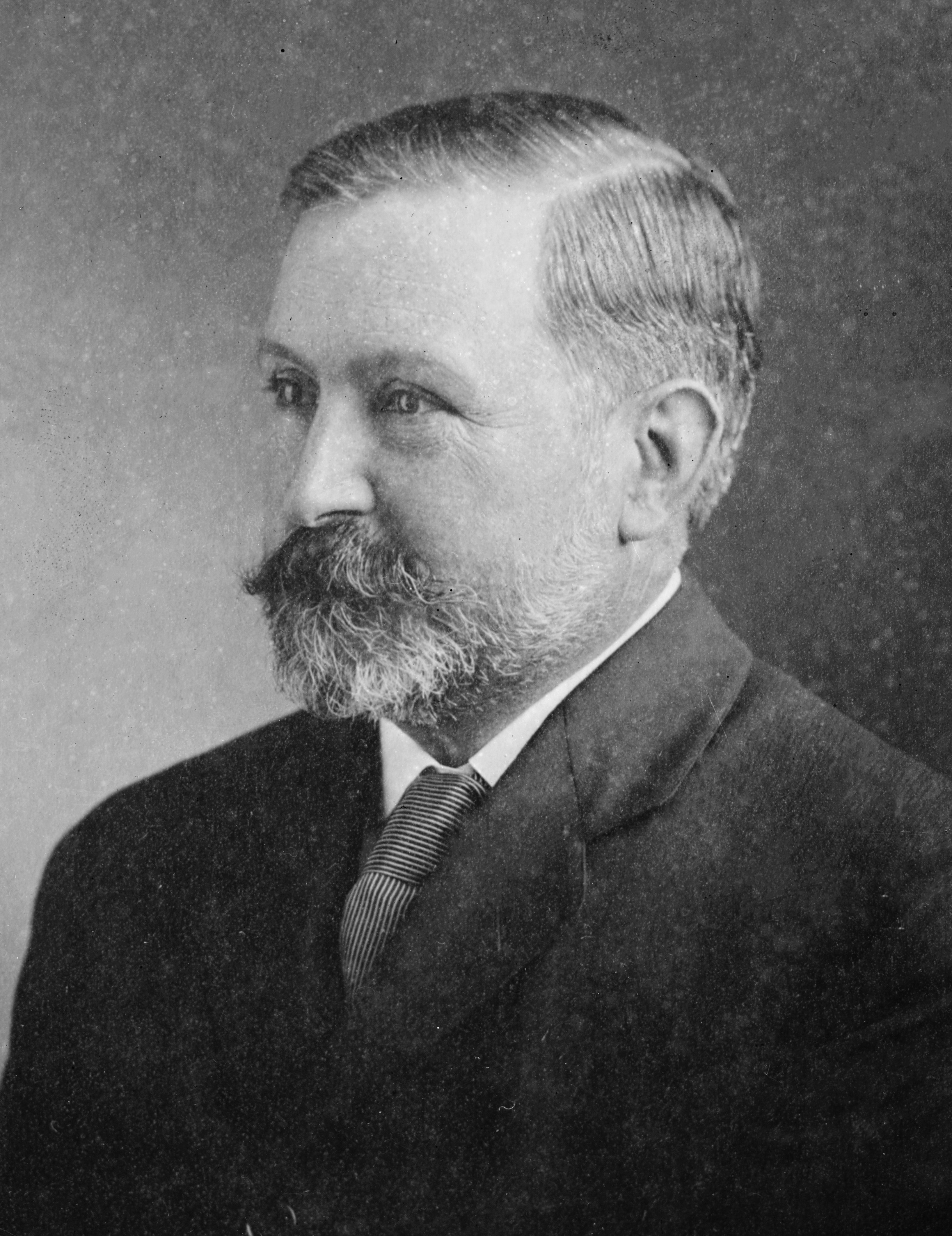
Juan B. Justo, son mari.

En 1921, elle décida de s'affilier au Parti socialiste même si elle se sentait plus révolutionnaire que réformiste. L'année suivante, elle épousa le fondateur du parti et créateur de la coopérative Le Foyer Ouvrier, Juan B. Justo, dont elle eut trois enfants : Alicia Marta, Juan Roberto et Luis Justo. Son mari, un des plus grands représentants du socialisme argentin, mourut inopinément le 8 janvier 1928 d'un arrêt cardiaque.
Durant ces décennies, Moreau parvint à intégrer le comité exécutif du Parti socialiste, à fonder le Comité d'Hygiène Social pour combattre la traite des femmes et légaliser la prostitution, et à devenir la première femme argentine à occuper une fonction politique. Depuis son poste au Parti socialiste, elle organisa avec succès les associations féminines dans chaque centre socialiste, afin d'ordonner l'action politique des femmes. Quelques associations créèrent des centres pour enfants ainsi que des centres pour accroître l'activité politique des femmes.
En 1925, les féministes obtinrent leur premier triomphe parlementaire en faisant promulguer la loi 11.317 qui réglementa le travail féminin et infantile, et interdit d'imposer plus de 8 heures de travail par jour et plus de 48 heures de travail par semaine aux femmes. Elle décréta également l'interdiction du travail nocturne, des tâches dangereuses, du travail des enfants de moins de 12 ans, du renvoi de femmes enceintes, l'autorisation d'allaiter et l'obligation des entreprises d'avoir des garderies. En 1926, la Loi des Droits Civils de la Femme fut promulguée, elle décréta que les droits des hommes et des femmes doivent être équivalents. En 1927, elle fonda avec son mari la Maison du Peuple, une des bibliothèques possédant la plus grande quantité du pays de livres consacrés à l'enseignement ouvrier.

### Socialisme, pacifisme et valeur de la démocratie
En 1932, elle élabora un projet de loi établissant le droit de vote des femmes, présenté par le député socialiste Mario Bravo. Elle obtint l'approbation des députés, en partie grâce à la mobilisation des femmes et la pression des organisations féministes. Cependant, le projet fut rejeté par les sénateurs, majoritairement conservateurs.
Pendant la décennie de 1930 à 40, elle s'impliqua activement dans les campagnes de solidarité argentine en soutien à la Seconde République espagnole durant la guerre civile. En 1936, quand la Conférence Panaméricaine des Chanceliers eut lieu à Buenos Aires, elle organisa parallèlement la Conférence Populaire pour la Paix en Amérique au Théâtre Augusteo, à laquelle des représentants de tout le continent assistèrent. À l'avènement du péronisme en 1943 et durant les deux premiers gouvernements de Juan Domingo Perón, Moreau représenta clairement l'opposition en critiquant les aspects autoritaires et non démocratiques du gouvernement. Cependant, ce gouvernement promulgua plusieurs des lois proposées par les socialistes à la Chambre des députés et sénateurs ces années-là, dont la loi pour le vote féminin.
En 1955 Moreau remplaça Américo Ghioldi à la direction du journal partisan La Vanguardia, à qui elle se trouvait confrontée en interne. En 1958, avec Alfredo Palacios et d'autres dirigeants, elle fonda le Parti socialiste argentin, se démarquant du gouvernement militaire d'Aramburu.

#### Promulgation de la loi du vote féminin et gouvernement péroniste
Le 23 septembre 1947, pendant une action face au siège de la CGT, Perón signa le décret présidentiel qui donna une valeur institutionnelle à la loi 13 010, attribuant le droit de vote aux femmes de tout le pays. Le décret présidentiel fut reçu avec fierté par l'épouse du mandataire, Eva Duarte de Perón, qui depuis l'arrivée du justicialisme au pouvoir en 1946, se démena pour la promulgation de cette réglementation car la Loi Sáenz Peña, en vigueur depuis 1916, accordait le suffrage universel et obligatoire exclusivement aux hommes, laissant les femmes dans un rôle d'infériorité civique. La dernière tentative de promulgation eut lieu en 1932, quand le socialiste Mario Bravo soumit le projet à la Chambre des Députés. Avec le coup d'État de 1930, il fut repris deux ans après, grâce à Alfredo Palacios, lui aussi socialiste. Le projet fut archivé après une demi-promulgation, ne bénéficiant plus du traitement parlementaire. Le droit de vote des femmes fut le centre des réclamations non seulement de féministes comme Moreau, mais aussi de personnalités comme Victoria Ocampo. Moreau considéra cette victoire comme « une manœuvre politique et non comme une conquête sociale ».
Son livre La femme dans la démocratie fut publié antérieurement. Elle y analyse les vicissitudes rencontrées par les femmes argentines pour obtenir le droit de vote. Une nouvelle Constitution nationale qui établit la pleine égalité de la femme et de l'homme ainsi que la responsabilité partagée face à l'autorité parentale, fut promulguée en 1949. Moreau, malgré son opposition au péronisme, appuya catégoriquement ce type d'actions, qui contribuèrent aux objectifs pour lesquels elle lutta pendant 40 ans. Cecilia Lérici, une dirigeante socialiste, signala qu'en apprenant la nouvelle, Moreau s'exclama : « que c'est bien ! Même si ça vient du gouvernement péroniste ». Elle n'eut jamais une attitude méprisante vis à vis d'Eva Perón, même si elle la qualifia effectivement de « femme rebelle qui ne s'est jamais préoccupée du problème du vote féminin ».
Quand en 1951 les femmes argentines purent voter et être élues à des postes nationaux pour la première fois, Moreau fut choisie avec d'autres pour intégrer la liste des candidats socialistes à la chambre basse. Mais elle fut arrêtée soudainement dans le cadre de la prohibition politique menée par Perón. Après sa libération, elle dut garder le silence, raison pour laquelle ironiquement, elle ne put pas non plus voter. D'autres dirigeants de son parti, comme Palacios ou Constanza, furent aussi arrêtés pour le supposé délit de manquement au président Perón. Le 15 avril 1953, des manifestants péronistes, en réponse à un attentat sur la place de Mai, incendièrent les locaux de l'opposition au gouvernement, parmi ceux-ci la Maison du Peuple fondée par le couple Justo, qui se trouva complètement détruite face à une évidente complicité policière.

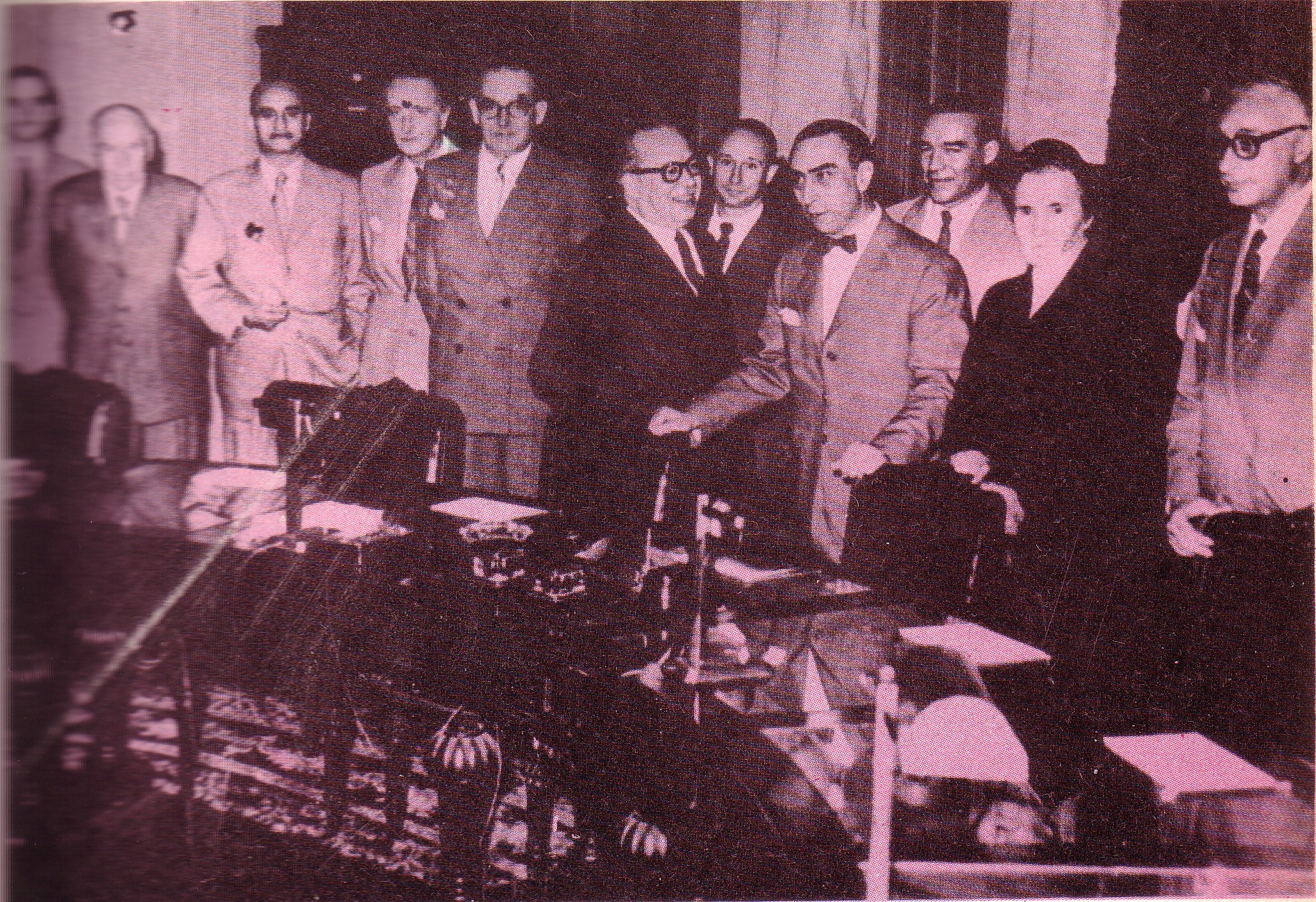
Oscar Alende, Alicia Moreau de Justo, Miguel Ángel Zavala Ortiz, Isaac Francisco Rojas, parmi d'autres, lors de la première réunion de la Junte consultative de la Révolution libératrice en 1955.

### Membre de la Junte Consultative, directrice deLa Vanguardiaet division socialiste
Après le coup d'état militaire mené par Pedro Eugenio Aramburu, qui renversa Perón, le Parti socialiste se divisa en deux groupes internes, l'un géré par Américo Ghioldi qui soutint le gouvernement militaire et exiga une drastique répression du péronisme et l'autre, géré par Alfredo Palacios et Alicia Moreau de Justo, qui prétendit engager de bonnes relations avec un péronisme démocratisé. À cette époque, elle soutint que les péronistes et anti-péronistes devaient s'unir pour transformer une société fondée sur l'inégalité économique. Avec Nicolás Repetto, Américo Ghioldi et Ramón A. Muñiz, Alicia Moreau fut une des quatre représentants du Parti socialiste dans la Junte Consultative Nationale durant le gouvernement de facto, dont l'objectif était d'asseoir les bases électorales et constitutionnelles qui régirent le pays, avec entre autres la proscription du péronisme. Le renoncement d'Américo Ghioldi à la direction du parti en 1956 après le rejet des manifestants envers son adhésion critiquée à la Révolution libératrice, conduisit Moreau à occuper son poste et à diriger à partir de ce moment La Vanguardia, un important journal socialiste dont le tirage est alors de 90 000 exemplaires. Moreau introdusit dans le journal partisan un contenu critiquant le gouvernement militaire, qui fut durement considéré comme populiste par l'autre groupe du parti, qui de plus, l'accusa de gestion délictueuse.

En 1958, les différences entre les deux groupes étaient telles, qu'elles produisirent la scission du Parti socialiste au 44e congrès, dont naquirent deux branches : le Parti socialiste argentin (PSA) et le Parti socialiste démocrate (constitué par Ghioldi et Repetto). Avec Alfredo Palacios, José Luis Romero et Carlos Sánchez Viamonte, Moreau intégra le PSA. Elle continua de diriger La Vanguardia jusqu'en 1960, où elle promut l'urgente nécessité d'une réforme agraire (cause fondamentale du retard et de la misère) et soutint la révolution cubaine. Conséquemment à une opposition interne supplémentaire dans le PSA, elle décida de renoncer à la direction du journal.
« ... la situation a changé. À mon âge on voit les choses différemment : sans positions sectaires. Quelle meilleure unité que celle des vieux camarades ? Mais le destin reste ouvert. Nous devons l'accompagner au rythme des plus jeunes. Rien n'est impossible. » Alicia Moreau de Justo.
 Après le décès d'Alfred Palacios en 1965, Moreau assuma le poste de secrétaire générale du PSA. En 1972, quand le PSA fusionna avec d'autres groupes socialistes pour constituer le Parti socialiste populaire, Moreau s'éloigna de ce dernier après le constat d'une certaine proximité avec le péronisme, pour former la Confédération socialiste argentine avec des meneurs comme Héctor Polino, Alfredo Bravo et Elena Tchalidy. En 1974, elle offrit son appui au « Groupe des huit », une alliance de différents partis opposants qui réclamèrent la validité des institutions démocratiques face aux déviances présentes sous le gouvernement de María Estela Martínez de Perón et son ministre du bien-être social José López Rega. Selon Moreau, aussi bien Martínez de Perón qu'Evita « réussirent car elles furent élues par le " grand manitou " (Perón), ce qui est très différent d'atteindre le pouvoir par l'émancipation féminine. »

### Militantisme pour les droits humains
À l'âge de 90 ans en 1975, elle fonda avec d'autres l'Assemblée permanente pour les droits de l'homme (APDH), organisée par le prêtre de Neuquén, Jaime de Nevares, le prêtre Carlos Gatinoni, par le rabin Marshall Meyer, par Rosa Pantaleón, Raúl Alfonsín, Oscar Alende, Susana Pérez Gallart, Adolfo Pérez Esquivel et Alfredo Bravo (en). L'APDH joua un rôle important de résistance au terrorisme d'état durant la dictature militaire qui régna entre 1976 et 1983. Ces années-là, Moreau accompagna les Mères de la place de Mai, qu'elle considérait comme un exemple de femmes « courageuses », dans leurs fameuses rondes face à la Maison du Gouvernement et présenta des pétitions de libération à la junte militaire et aux juges. En geste de remerciement, le jour de son 99e anniversaire, elles lui offrirent un foulard blanc, symbole des Mères et Grands-mères de la place de Mai.
« La démocratie est, ainsi qu'elle a été définie il y a quelque temps, le gouvernement du peuple, par le peuple, pour le peuple, c'est-à-dire, que le peuple ne soit pas un instrument pour donner à d'autres les lois dont ils ont besoin pour faire ce qu'ils veulent avec le pays. » Alicia Moreau de Justo
En 1979, quand l'activité politique était interdite et que beaucoup de politiques durent s’exiler, elle participa avec d'autres meneurs de la Confédération socialiste argentine et du Parti socialiste populaire, à un événement du salon de la mutuelle socialiste de la ville Unione e benevolanza. En 1980, elle fut l'une des personnes chargées de recevoir la Commission interaméricaine des droits de l'homme de l'Organisation des États américains, une des actions internationales qui affectèrent le plus le processus de réorganisation national. Cette même année, comme membre de la Commission permanente en défense de l'éducation (COPEDE), en compagnie d'Adolfo Pérez Esquivel, Ernesto Sabato et Elías Castelnuovo, elle publia Pour une université gratuite et signa la demande initiale contre l'enlèvement et l'incarcération d'Alfredo Bravo.
Elle eut notamment des relations avec l'Église catholique. Au début du XXe siècle, ses liens avec quelques organes de l'Église furent réguliers. Moreau et Enrique Iberlucea considérèrent le clergé comme le principal responsable de l'ignorance populaire et critiquèrent le soutien de l'épiscopat à Perón en 1945. Une lettre pastorale signée par le cardinal Santiago Luis Copello et d'autres évêques du pays signala qu'aucun catholique ne pourrait voter pour des candidats qui adhérent à des principes comme la séparation de l'église et de l'État, la laïcité scolaire, le divorce légal (promulgué en 1986), entre autres choses. Le cardinal de Paraná, Zenobio L. Guilland, affirma en 1946 : « les catholiques ne peuvent pas voter pour les partis socialistes communistes, condamnés par l'église ». Cependant, à partir de 1978, Moreau vit avec sympathie les démarches du cardinal Antonio Samorè, qui limitaient les affrontements contre le Chili autour des questions territoriales du canal de Beagle. On demanda un jour à Moreau quel était le vrai Dieu, à quoi elle répondit : « Demandez-le au Pape, car je ne crois pas en Dieu ». Elle pensait à propos de sa mort : « j'irai à la terre : je ne crois ni au ciel, ni à l'enfer ».

### Centenaire
En 1981, elle entraîna la réunification du Parti socialiste à travers la création de l'Unité socialiste liée au Parti socialiste populaire et au Parti socialiste du Chaco, dont elle fut élue présidente. En 1982, elle fut une des rares dirigeants politiques à s'opposer ardemment à la guerre des Malouines, en raison de ses principes antimilitaristes.

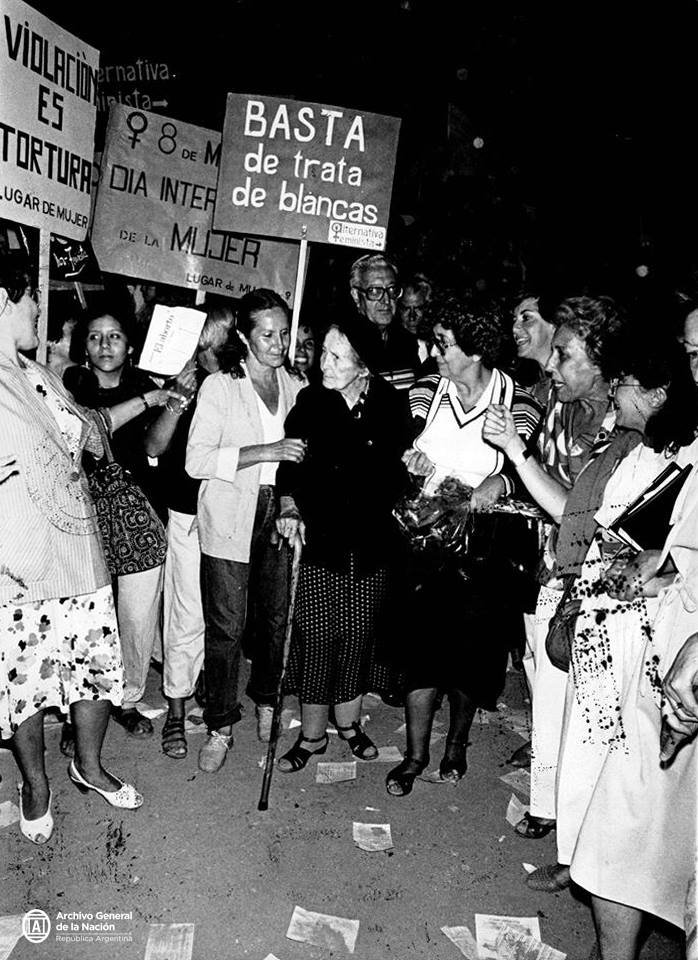
Alicia Moreau de Justo dans une marche contre la violence de genre.

Pour son travail social, elle fut élue « femme de l'année » en 1984 par la chambre des députés de la nation argentine, tandis que l'université de Buenos Aires lui décerna le titre de « médecin du siècle ». En 1985, elle fut déclarée présidente honoraire des Premières Journées des Femmes Socialistes et désignée Citoyenne illustre de la Ville de Buenos Aires par sa législature. 
« Bien, tout le monde désire être plus capable que ce qu'il est, trouver des circonstances qui lui permettent de développer cette capacité, mais les circonstances dépendent de ceux qu'il y a autour, non d'un seul ; alors on peut ou on ne peut pas, et moi j'ai fait ce que j'ai pu. » Alicia Moreau de Justo, 1985
 En 1985, on commémora son centenaire et on lui rendit un hommage à Union et Bienfaisance, auquel toute la classe politique et sociale argentine participa, et pendant lequel elle donna son dernier discours public, spécifiquement adressé aux jeunes et aux femmes. La célèbre publication Humor, caractérisée par la satire, dédia une de ses couvertures à Moreau et titra : « Dans quatre ans vous dépasserez la garantie » en allusion à sa longévité et à la garantie Magiclick de 104 ans.
En décembre 1985, après le déclin de sa santé, ses enfants l'amenèrent à l'Asile des Vieillards de la Société Philanthropique Française de Río de la Plata, où elle subit l'assaut de la presse publique. En mai 1986, elle souffrit d'une hémiplégie et fut admise au sanatorium Antártida. Son état de santé s’aggrava au fil des jours et elle mourut à l'âge de 100 ans, le 12 mai 1986 à 14h50 UTC-3. Ses restes furent veillés au Salon des Pas Perdus du Congrès de la Nation, où le président Raúl Alfonsín se rendit, et incinérés au cimetière de la Chacarita.

## Héritage

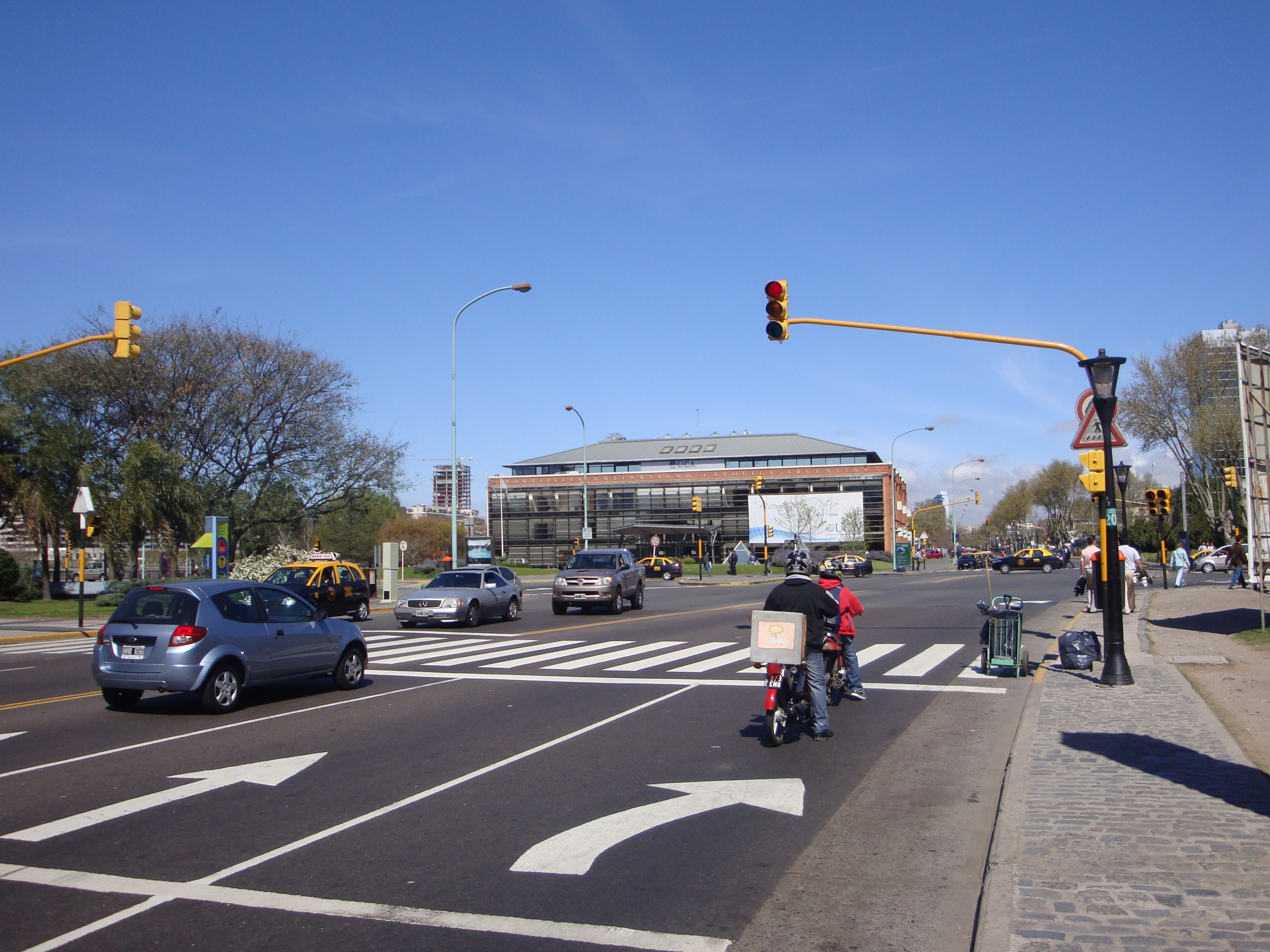
Avenue Alicia-Moreau-de-Justo à Buenos Aires.

La ville de Buenos Aires lui rendit hommage en donnant son nom à une des avenues les plus importantes de Puerto Madero, et en lui décernant le titre de Citoyenne illustre de la Ville de Buenos Aires en 1985. À partir de 1987, la Fondation Alicia Moreau de Justo créa le prix Alicia Moreau de Justo pour la Femme de l'Année, qui s'est transformé en l'un des prix les plus prestigieux du pays. En 1988, la Fondation Konex honora sa mémoire avec le prix Konex d'Honneur pour ses grands apports à la société argentine ; ce dernier fut reçu par ses enfants. De multiples organisations, entités, écoles et hôpitaux portent actuellement son nom.
Un portrait de Moreau se trouve au Salon des Femmes Argentines dans la Maison du Gouvernement, parmi d'autres figures féminines de l'histoire argentine, comme Juana Azurduy, Eva Perón, Lola Mora, Cecilia Grierson et Mariquita Sánchez de Thompson. Le salon fut inauguré par la présidente Cristina Fernández de Kirchner en 2009, comme faisant partie des réfections menées à bien dans la Maison du Gouvernement.
Au 127e anniversaire de sa naissance en 2012, Google la commémora avec un Doodle en son honneur. La Fondation Alicia Moreau de Justo se consacre à préserver son œuvre et promouvoir son héritage envers la communauté.
Moreau est considérée comme une « combattante infatigable » des droits des femmes et comme une des premières à insister pour ceux-ci, avec aussi Julieta Lanteri, Elvira Rawson, Cecilia Grierson et Victoria Ocampo. Moreau passa pour être ironique et antipathique, cependant elle se manifesta avec sagacité envers le journalisme à plusieurs occasions. Dans un reportage de 1974, on lui demanda : « quelle épitaphe aimeriez vous qu'on vous écrive un jour ? », ce à quoi Moreau répondit : « ci-gît une grande combattante de moulins à vent ».

## Publications
- Évolution et éducation, 1915.
- L'émancipation civile de la femme, dans Humanidad Nueva, 1919.
- Le socialisme et la femme, dans La Vanguardia, 1933.
- Le socialisme selon Juan B. Justo, 1946.
- La femme et la démocratie, 1947.
- Qu'est-ce que le socialisme ?, 1983.